# Мартинкевич, Вадим Александрович
Вадим Александрович Мартинкевич (бел. Вадзім Аляксандравіч Марцінкевіч; род. 10 апреля 2004, Ли́да, Гродненская область) — белорусский футболист, полузащитник солигорского «Шахтёра».

## Карьера
Выпускник белорусской футбольной «Академии АБФФ», в составе которой выступал в юношеском первенстве в возрастной категории до 18 лет. В июне 2021 года футболист перешёл в солигорский «Шахтёр». В клубе футболист стал выступать за дублирующий состав. Дебютный матч за основную команду солигорского клуба футболист сыграл 22 июня 2022 года в рамках Кубка Беларуси против «Островца», выйдя на замену на 90 минуте. В начале 2023 года футболист отправился выступать за петриковский «Шахтёр». Дебютировал за клуб футболист 28 мая 2023 года в матче против «Осиповичей», выйдя на поле в стартовом составе и отличившись своим дебютным забитым голом. В июле 2023 года футболист возвращался в солигорский «Шахтёр», однако позже продолжил выступать за петриковский клуб. После окончания сезона в Первой лиге футболист стал тренироваться с солигорским клуба. Дебютный матч в чемпионате футболист сыграл 2 декабря 2023 года против борисовского БАТЭ, выйдя на замену на 85 минуте. Всего за сезон футболист отличился забитым голом и результативной передачей за петриковский клуб.
Новый сезон за клуб футболист начал 17 марта 2024 года с матча против «Витебска», выйдя на поле в стартовом составе.

## Международная карьера
В июне 2022 года футболист получил вызов в юношескую сборную Беларуси, за которую дебютировал в товарищеских матчах против сборной Узбекистана. В сентябре 2022 года в составе сборной футболист отправился на квалификационные матчи юношеского чемпионата Европы.